# Luca Phạm Trọng Thìn
Luca Phạm Trọng Thìn là một chánh tổng, cùng quê Trà Cống (nay là giáo xứ Quần Cống, xã Thọ Nghiệp, huyện Xuân Trường, tỉnh Nam Định, thuộc Giáo phận Bùi Chu) và là con thánh tử đạo Đa Minh Phạm Trọng Khảm, họ hàng với Giuse Phạm Trọng Tả, được Giáo hội Công giáo Rôma phong Hiển Thánh vào năm 1988.
Ông sinh năm 1820 trong một gia đình khá giả nên được học hành, đỗ đạt và giữ chức chánh tổng khi ngoài 30 tuổi. Lúc đầu, ông sống kém đạo đức về sau sám hối. Năm 1858, khi liên quân Pháp và Tây Ban Nha tấn công Đà Nẵng, vua Tự Đức ra lệnh cho quan quân triệt để thi hành lệnh cấm đạo. Ông được giám mục Sampedro - Xuyên ủy thác, cùng với ông cai Tả đến gặp tổng đốc Nam Định để xin nương tay cho giáo dân và hứa kêu gọi dân chúng trung thành với vua. Tuy nhiên, một tín hữu Cao Xá bất mãn với các quan địa phương đã xách động dân chúng làm loạn. Được tin báo, quan tổng đốc nổi giận ra lệnh bắt hai ông cai Thìn và cai Tả và kết tội lừa dối. Phạm Trọng Thìn chịu bản án xử giảo ngày 13 tháng 1 năm 1859 tại pháp trường Bảy Mẫu, an táng tại nhà thờ Quần Cống. 